# クピンガ

実際に使われていたクピンガ

クピンガ（英:Kpinga）とは、19世紀から20世紀初頭にかけて、中部アフリカ地域、特に現コンゴ民主共和国北東部を中心に居住していたアザンデ族によって使用されていた金属製の投擲武器（投げナイフ)である。　　　　　　　　　　　　　　　　　　　　　　　　　　　　

## 概要
本武器は、鉄素材を一体鍛造して成形されることが一般的であり、その特徴として、中心軸に沿って形成される主刃に加え、側方あるいは後方に向けて突出する複数の副刃を有する構造が挙げられる。通常、副刃は三本から四本におよび、しばしば湾曲、鋸状、三角状など、多様な形態を呈する。これらの刃の配置は意図的に非対称であり、投擲時に回転運動を誘発し、いずれの角度から接触しても対象に致命的損傷を与えることを可能にしていた。この点において、クピンガは高い実用的破壊力と儀礼的造形美を兼ね備えた武器として設計されていたといえる。
クピンガの製作には、高度な鍛冶技術が必要であり、熟練した職人（しばしば特定の家系に属する）が王侯または軍司令官の委嘱に基づいて製作を行っていたと考えられている。表面には象徴的な刻印や文様が彫刻される例も多く、それが単なる兵器ではなく、名誉と忠誠の可視化された象徴物であることを如実に物語っている。
社会的機能において特筆すべきは、クピンガが戦士階級への昇格儀礼、成人式、あるいは王からの恩賞授与といった文脈で贈与される、極めて儀礼的かつ公式な装備品であった点である。所持は厳格に制限されており、王またはその代理者からの授与を受けた者のみが合法的にこれを帯刀できたとされる。これにより、クピンガの保持そのものが社会的身分および王権との結びつきの視覚的証明として機能した。さらに、戦争や狩猟の際の携行品としてのみならず、葬礼、即位式、祭礼、祝賀行事などの公的儀礼において、誇示的に掲げられるという演出的機能も果たしていた。
アザンデ社会は、王を頂点とした階層制社会であり、戦士階級の存在はその軍事的支配構造の中核をなしていた。クピンガはこの軍事的エリート層の象徴的装備として、個人の戦闘能力と忠誠心、さらには王権からの承認という三重の意味を内包していたのである。このようにして、クピンガは武器であると同時に、権力の象徴、文化の記号、そして社会的秩序の具現であった。
19世紀後半以降、ヨーロッパ列強による植民地化が進展し、アザンデの伝統的社会構造は急速に変容を余儀なくされた。とりわけベルギーおよびフランスの統治下では、武器所持に対する制限が強化され、クピンガの軍事的利用は事実上終焉を迎えた。一方で、欧米諸国の探検家・民族学者・コレクターらがその独特な形状と象徴性に注目し、20世紀初頭には多数のクピンガが文化遺産・装飾美術品として西欧世界に流出することとなる。この結果、クピンガは民族誌学的資料および武器美術の分野において、アフリカ的象徴武器の代表例として定着するに至った。
現在において、クピンガは実用品ではなくなったものの、アフリカにおける戦士文化とその象徴体系を理解するうえで不可欠な文化資産として評価されている。大英博物館（イギリス）、メトロポリタン美術館（アメリカ）など、複数の著名な博物館がその収蔵品として保有しており、学術的調査・展示活動を通じて、その意義が再発見されつつある。

## 歴史
クピンガ（Kpinga）は、アフリカ中部における戦士文化の具現として、特にアザンデ族（Azande）の社会構造と深く結びついた武器であり、その歴史的意義は単なる兵器としての側面にとどまらず、儀礼、政治、階級制度、そして植民地化の影響下における文化変容にまで及ぶ。
アザンデ族は、17世紀末から19世紀初頭にかけて、現コンゴ民主共和国北東部、中央アフリカ共和国東部、南スーダン南部に広がる地域において、いくつかの小王国を形成した。彼らの政治構造は、王（アヴングアラ王族）を頂点とする軍事主導型の封建的階級制に支えられており、支配の正統性はしばしば武力と神話的権威により保証された。このような背景の中で、戦士階級は王国の中枢を担う役割を果たしており、彼らに授けられる象徴的武器の中でも特に重要視されたのがクピンガであった。
この武器の原初的起源は明確には記録されていないが、18世紀頃までにアザンデ社会において既に制度化されていたと考えられており、当初は実戦での遠距離攻撃手段として広く用いられていた。クピンガの投擲用多刃構造は、特に近接戦闘における事前威嚇および攪乱手段として有効であり、短距離での高い殺傷能力を備えていたことから、実用武器としての側面も決して無視できない。
しかしながら、その後19世紀に入り、アザンデ族が近隣勢力との抗争、また内部的な王位継承闘争を繰り返す中で、武器の機能は次第に戦術的有用性から象徴的・儀礼的性格へと重心を移していくこととなる。この頃には、クピンガは主に王からの授与品としての位置づけが強まり、成人男性としての資格や、戦士としての忠誠を示す証として扱われるようになった。その所有は、王からの明示的な許可を受けた者に限られ、それを所持すること自体が社会的身分と政治的忠誠の視覚的証左となっていたのである。
19世紀後半に入ると、アザンデ族の支配領域にベルギーおよびフランスの植民地勢力が進出し、特にベルギー領コンゴやフランス領バンギ・シャリにおける統治体制の導入とともに、アザンデ族の伝統的な軍事組織と王権体制は解体される運命に直面する。植民地当局は、伝統武器の所持と使用に対し厳格な規制を課すと同時に、近代的な武装勢力への転換を強制したため、クピンガの実戦的利用は急速に衰退することとなった。
しかし皮肉にも、この時期は欧米における民族学および博物学の興隆期とも重なっており、多数の探検家・宣教師・コレクターがアフリカ各地を訪れ、先住民文化に属する物品を体系的に収集する動きが活発化していた。彼らの目に映ったクピンガは、その特異な形態と工芸的完成度、そしてそれに付随する社会的文脈により、美術工芸品としての価値と民族学的資料としての学術的価値の双方から注目を集めることとなった。

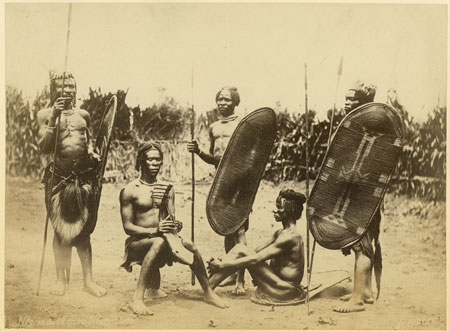
アザンデ族の人々

こうして20世紀初頭には、数多くのクピンガがアフリカから欧米の博物館や私設コレクションへと流出した。その過程で、クピンガは「投げナイフ」や「アフリカのブーメラン」といった通俗的名称で紹介されることも多かったが、近年の研究においては、その文化的・政治的背景を含めた多面的な意義が再評価されており、アフリカの象徴武器文化の代表例として、学術的・展示的文脈において重要な位置を占めている。

## 製作技法
クピンガの製作に際して使用される素材は、主として現地で採取される鉄鉱石を原料とした鍛鉄（wrought iron）または低炭素鋼であった。これらは、木炭を燃料とする原始炉により還元され、鉧（けら）と呼ばれる金属塊が生成された後、鍛冶師による反復加熱と叩打を経て純度を高めていく。鉄の精錬はアザンデ社会において呪術的次元をも帯びており、特定の鍛冶職能集団の手によって秘儀的に行われることが慣例であった。王命によって製作されるクピンガには、通常の鉄に加えて「戦場で血を吸った刃」を熔断再鍛することで、武器に霊的力を宿すとされる慣習も一部に見られる。
製作工程は高度に熟練を要し、かつ特異な意匠的構造を伴っていた。クピンガの全体構造は一枚の鉄板から鍛造され、中心軸となる主刃（central blade）を基準に、側面あるいは背面に向けて放射状に展開する三～四本の副刃（auxiliary blades）が接合される。この副刃は、単なる付加物ではなく、湾曲、鋸状、三角形などの独自形態を取り、空中回転時の流体力学的挙動と致傷性能を最大化する意図を備えていた。こうした構造は、現代的な武器工学の観点から見ても高いデザイン合理性を持つとされる。
刃の鍛造後には、各部の研磨および刃付けが施され、最終工程においては表面への文様刻印や装飾加工が行われた。これには、王家の象徴記号、戦士の個人印、あるいは部族的図騰（トーテム）を表現する線刻が含まれることが多く、装飾は単なる審美的行為ではなく、武器に特定の霊的属性を付与する呪術的行為として実施された。これに関連して、製作の各段階において「言葉を発さない」「製作期間中は性交を禁ずる」といった禁忌が課される場合があり、製作行為そのものが儀礼の一環として位置づけられていた。
柄部（グリップ）は、実戦的な把持よりも投擲時のリリース性能を重視して設計されており、皮革、繊維、籐などを巻いて滑り止めとされる場合もあるが、あくまで簡素な構造である。この武器は帯刀されるというより、腰部または背部に十字状に差し込んで携行されることが多く、その携帯様式自体が「戦闘態勢」「名誉ある装備」を示す視覚的表現として機能していた。
注目すべきは、このようなクピンガの製作が誰にでも許された行為ではなかったという点である。アザンデ社会において武器の製作、とりわけクピンガのような王命による儀礼的武器の製作は、特定の鍛冶職能階層のみに許された神聖かつ制約的労働であった。彼らは往々にして社会の周縁に居住し、日常的な禁忌とともに生きる一方、王権からの直接的保護と敬意を受ける存在でもあった。クピンガの完成は、王に対する献上をもって初めてその存在を公に認められるものであり、それ以前は鍛冶師以外の者が見ることを許されなかったとされる。
このように、クピンガの製作技法は、素材の選定から鍛造、刃付け、装飾、儀礼処理に至るまで、単なる武器製作の枠を超え、王権象徴・戦士認証・呪術伝統の交差点としての多層的文化的意味を有するプロセスであった。その技術的洗練と象徴的価値の高さは、現代の民族学・博物学・武器工芸史の分野において、アフリカ武器の中でも特異な評価を受けるに至っている。